# سيميون سترونج
سيميون سترونج (بالإنجليزية: Simeon Strong)‏ هو محامي وقاضي وسياسي أمريكي، ولد في 1735، وتوفي في 1805. انتخب عضو مجلس نواب ماساتشوستس.